# OpenCritic
OpenCritic là một trang web tổng hợp đánh giá về các trò chơi điện tử, trong đó liệt kê các đánh giá từ các nhà phê bình trên nhiều ấn phẩm trò chơi điện tử khác nhau. Từ các đánh giá riêng lẻ này, trang web sẽ tạo ra một điểm số dựa trên trung bình cộng của tất cả các bài đánh giá có điểm bằng số. Bên cạnh điểm số tổng hợp đánh giá, OpenCritic còn bao gồm tỷ lệ phần trăm thuyết phục "nên chơi" của các nhà phê bình cũng như bảng xếp hạng tương đối của trò chơi đó so với các trò chơi khác trên trang web.

## Lịch sử
Mục đích phát triển của OpenCritic là để tránh một số tranh cãi mà Metacritic thường gặp trong ngành công nghiệp trò chơi điện tử. Cụ thể, điểm số tổng hợp đánh giá trên Metacritic của một trò chơi bất kỳ có mối tương quan đặc biệt với hiệu suất tài chính của trò chơi cũng như những nỗ lực tiếp theo của studio phát triển và nhà phát hành trò chơi đó, chẳng hạn như lợi nhuận của studio sau khi phát hành. Tuy nhiên, Metacritic cung cấp quá ít chi tiết về cách họ tính điểm đánh giá cũng như cách họ sử dụng phương pháp tính trung bình cộng, dẫn đến một số ấn phẩm trò chơi được ủng hộ nhiều hơn những ấn phẩm khác, khiến nhiều người chỉ trích nặng nề tính "công nghiệp" đặt trên trang web này.
Ý tưởng về OpenCritic được khởi xướng bởi một nhóm phát triển do Matthew Enthoven từ Riot Games đứng đầu. Trang web được thiết kế với mục đích làm rõ bản chất của quá trình tổng hợp đánh giá, khi lựa chọn một giá trị trung bình cộng đơn giản, trái ngược với trọng số ẩn mà Metacritic sử dụng. Trang web cũng làm nổi bật tên tác giả của bài đánh giá đồng thời cho phép người dùng ưu tiên chọn lựa những bài đánh giá nào họ muốn.
Trang web bắt đầu quá trình phát triển vào năm 2014 và chính thức đi vào hoạt động ngày 30 tháng 9 năm 2015 với nhiều bài phê bình đánh giá từ 75 xuất bản phẩm khác nhau. OpenCritic chỉ hỗ trợ việc đánh giá những trò chơi được phát hành sau ngày trang web đi vào hoạt động và không có ý định đánh giá các trò chơi ra đời trước thời điểm đó. Các nhà phát triển có thể gửi trò chơi của họ đến trang web miễn là đáp ứng một số tiêu chuẩn nhất định. Bên cạnh đó, các nguồn đánh giá đưa vào trang web cũng phải đáp ứng các tiêu chuẩn nhất định. Ngoài các trang dành cho việc đánh giá trò chơi, OpenCritic còn có các trang dành cho các ấn phẩm cá nhân và những người đánh giá độc lập. Ban đầu, trang web hoạt động mà không có quảng cáo, với nguồn thu chủ yếu từ donate qua Patreon, nhưng sau đó, trang web đã kết hợp mô hình hỗ trợ doanh thu quảng cáo ngoài Patreon.
Epic Games Store đã kết hợp các bài tổng hợp đánh giá của OpenCritic vào một số trang cửa hàng sản phẩm trò chơi của hãng này vào tháng 1 năm 2020.